# Pindan

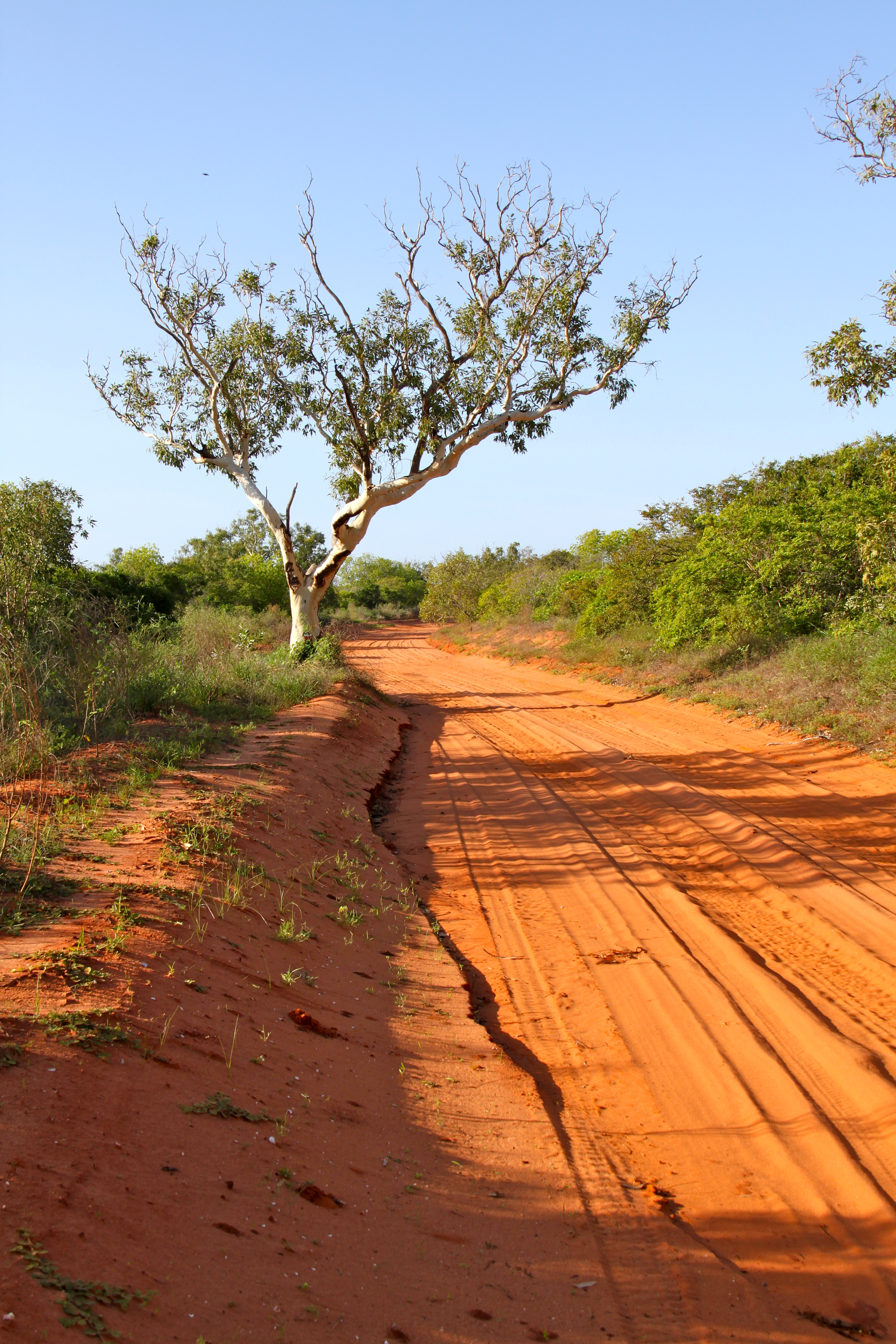
Pindan

Pindan est le nom donné à la région au sol rouge située dans le sud-ouest du Kimberley en Australie-Occidentale. Le mot «pindan» a été mentionné pour la première fois sous forme écrite en août 1884 dans l’Inquirer de Perth. Le terme vient de la langue locale et s'applique aussi bien au sol qu'à la végétation qui lui est associée.

## Géographie
Le pindan est géographiquement limité au Dampierland, la péninsule de Dampier et son arrière-pays, la zone autour de Broome et Roebuck Bay et une bande côtière qui s'étend de Roebuck Bay à près de Eighty Mile Beach. C'est une région semi-aride avec un climat tropical de mousson avec des étés chauds et humides et des hivers doux et sec. Le pays est plat ou légèrement ondulé aussi la terre manque de repères bien visibles et il est facile de se perdre. Les sols sont généralement de sable rouge avec une forte teneur en argile, pauvres en éléments nutritifs et susceptible d'être aussi bien très secs que gorgés d'eau,.

## Faune et flore
Botaniquement, le pindan forme une zone de transition entre les forêts de mousson humide au nord du Kimberley et le désert du Grand Désert de Sable au sud-est, présentant un mélange d'espèces de pays de mousson et de zones arides. Structurellement, il s'agit de bois aux arbres clairsemés, dominés par les acacias, eucalyptus et arbustes de grande taille. L'étage inférieur contient des graminées et des herbes. Au cours de la longue saison sèche, d'avril à novembre, les plantes annuelles meurent, le pays semble desséché et les feux de forêt laissent régulièrement des portions de sol nu et noirci, parsemé d'arbustes morts. Pendant la courte saison humide, de décembre à mars, on a une abondante floraison d'une flore diversifiée, avec une grande variété d'insectes et autres animaux profitant de l'abondance saisonnière.
Dans les régions plus élevées, le pindan adopte une structure de savane, plus ouverte, tandis que, sur les terres basses soumises aux inondations pendant la saison humide, les Melaleuca commencent à remplacer les autres arbres. arbres dont la voûte atteint de 3 m à 8 m de haut, les arbres sont petits avec des racines profondes, souvent avec des troncs plissés ou tordus. Dans son livre de 1926 "En Australie sauvage", l'explorateur norvégien Knut Dahl décrit le pindan comme une forêt «infirme» en réponse à son apparente uniformité et l'aspect de retard de la végétation.
Les espèces typiques des arbres et des arbustes de grande taille dans le pindan sont des acacias (Acacia eriopoda, Acacia tumida, Acacia monticola, Acacia colei et Acacia adoxa) et les eucalyptus (Eucalyptus dampieri, Eucalyptus flavescens et Eucalyptus zygophylla. D'autres plantes sont Grevillea wickhamii et Grevillea refracta, Gyrocarpus americanus, Terminalia petiolaris,, Lysiphyllum cunninghamii, Ventilago viminalis, Premna acuminate, Hakea microcarpa, Persoonia falcata, Atalaya hemiglauca, Gardenia pyriformis, Pavetta kimberleyana, Carissa lanceolata, Distichostemon hispidulus, Ehretia saligna et Santalum lanceolatum,.
De nombreux animaux de la savane, comme les Wallabies agiles et les Perruches érythroptères vivent dans la bande de pindan qui longe la côte le long d’Eighty Mile Beach.